# Michail Purtov
Michail Purtov, född 28 maj 2002 i Nizjnij Tagil är en rysk backhoppare som tävlar i världscupen i backhoppning, backhoppningens högsta nivå.